# Celecoxib

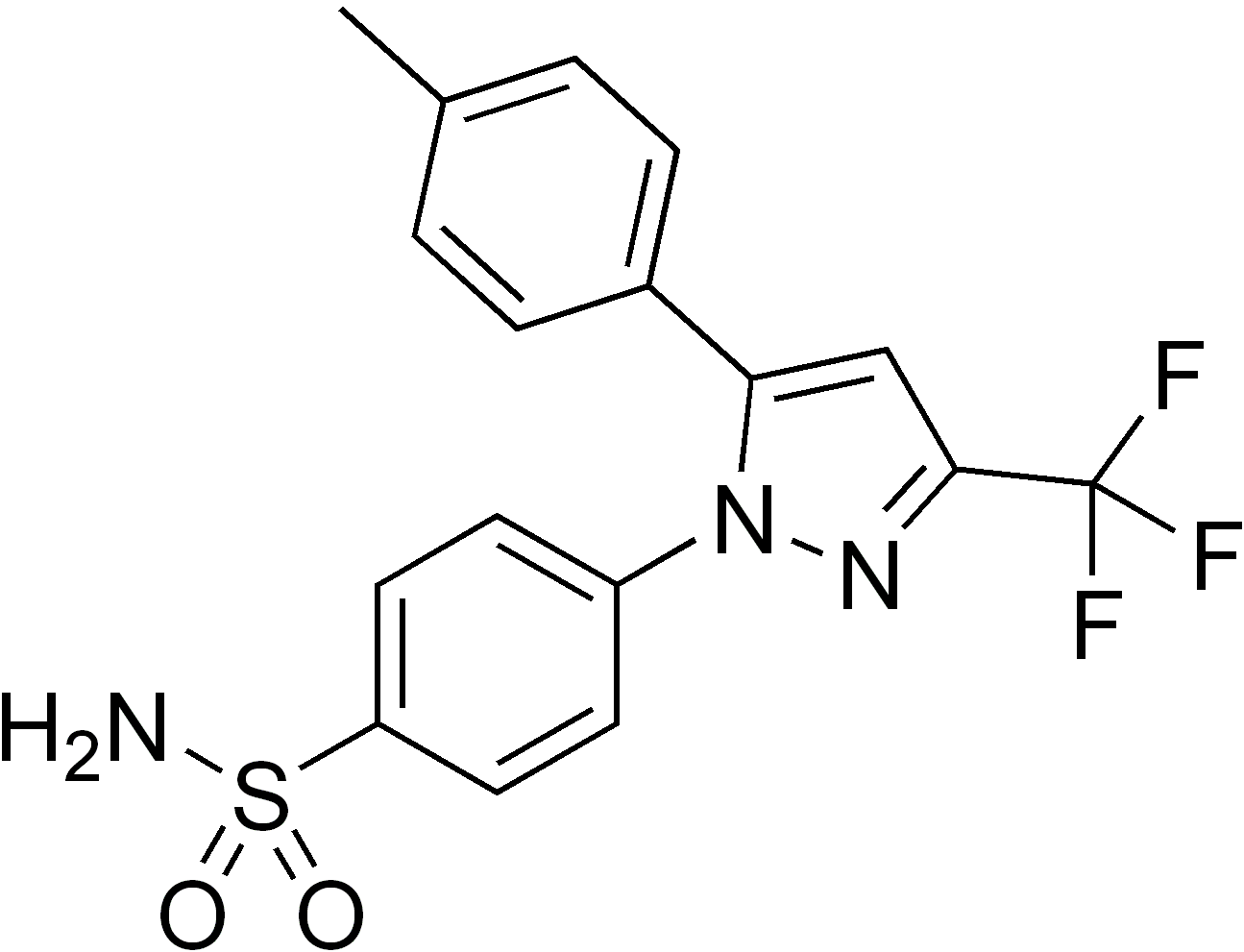
strukturformel

Celecoxib är en kemisk förening med formeln C17H14F3N3O2S. Ämnet är ett smärtstillande och inflammationsdämpande läkemedel som verkar genom att hämma enzymet COX-2. Celecoxib säljs i Sverige under handelsnamnet Celebra och används för symptomlindring vid reumatism och artros. Celecoxib har även sålts under namnet Onsenal.
Coxiberna utvecklades som ett alternativ till traditionella NSAID-preparat och designades för att inte ha de magbiverkningar som förknippas med NSAID-preparat. Studier visade dock att rofecoxib gav en ökad risk för hjärt-kärlbiverkningar vilket ledde till att läkemedlet Vioxx drogs in och att de andra coxiberna började förskrivas mer restriktivt. På grund av biverkningsriskerna rekommenderas kortast möjliga behandlingstid och lägsta effektiva dos.
Celecoxib har använts experimentellt som ett cancerhämmande medel i kombination med annan behandling. Det har visat sig kunna påverka sjukdomsutvecklingen hos barn med neuroblastom. 